# Sanctuary: The EIS Christmas Concert 2002
Albums de Erasure
Other People's Songs
(2003) Hits! The Very Best of Erasure
(2003)
Sanctuary: The EIS Christmas Concert 2002 est le tout premier DVD du groupe britannique Erasure. Il s'agissait d'un concert enregistré le 13 décembre 2002 au Sanctuary à Birmingham et paru au Royaume-Uni en mai 2003 en PAL, puis quelques mois plus tard en Amérique du Nord au format NTSC. Ce DVD est cependant multizone (ou "zone 0").
L'image est au ratio 16/9 et la piste son est en 5.1.

## Détail du programme principal
Sanctuary - The Concert
1. Alien
2. In My Arms
3. Blue Savannah
4. Ship Of Fools
5. Can't Help Falling in Love
6. Chains Of Love
7. Breath Of Life
8. Oh L'Amour
9. Always
10. Love To Hate You
11. Victim Of Love
12. A Little Respect
13. True Love Ways
14. You Surround Me
15. Piano Song
16. Everybody's Got To Learn Sometime
17. You've Lost That Lovin' Feelin
18. Chorus
19. Goodnight
20. Solsbury Hill
21. Sometimes
22. Stop!

Durée : 85 min 46 s

## Suppléments
Sanctuary - The Interview
- Une interview avec les deux protagonistes du groupe Erasure : Andy Bell et Vince Clarke. Durée : 6 min 52 s